# Eutelia maryna
Eutelia maryna là một loài bướm đêm trong họ Noctuidae.